# Ḫatenzuwa
Ḫatenzuwa (hethitisch: URUḫa-te-en-zu-wa) war eine hethitische Stadt und eine Region in Nordanatolien.
Muršili II., der als erster Ḫatenzuwa angriff, nannte es „Stadt des Gottes Zitḫariya“. Ḫattušili III. gliederte sie dem hethitischen Reich ein, wobei der GAL MEŠEDI (ein hohes Staatsamt) Tudḫaliya, eine entscheidende Rolle spielte. Er wurde scheinbar von dem König nach einer Reihe von Niederlagen zur Hilfe gerufen. Riemschneider hält es für wahrscheinlich, dass dieser Tudḫaliya mit seinem Sohn, dem nachmaligen König Tudḫaliya IV. identisch ist. Tudḫaliya baute die Stadt aus und richtete ihre Kulte neu ein: Zitḫariya, ein Schild, eine Sonnenscheibe aus Gold, einen Tempel, eine Statuette der Schutzgottheit von Ḫatenzuwa.

## Städte in Ḫatenzuwa
- Ḫatenzuwa (Hauptstadt), mit Kult der Gottheit Zitḫariya
- Ḫuminteška
- Šupuḫu
- Takkupša/Takkupta, bereits unter Muwattalli belegt